# فابيو دي ماسي

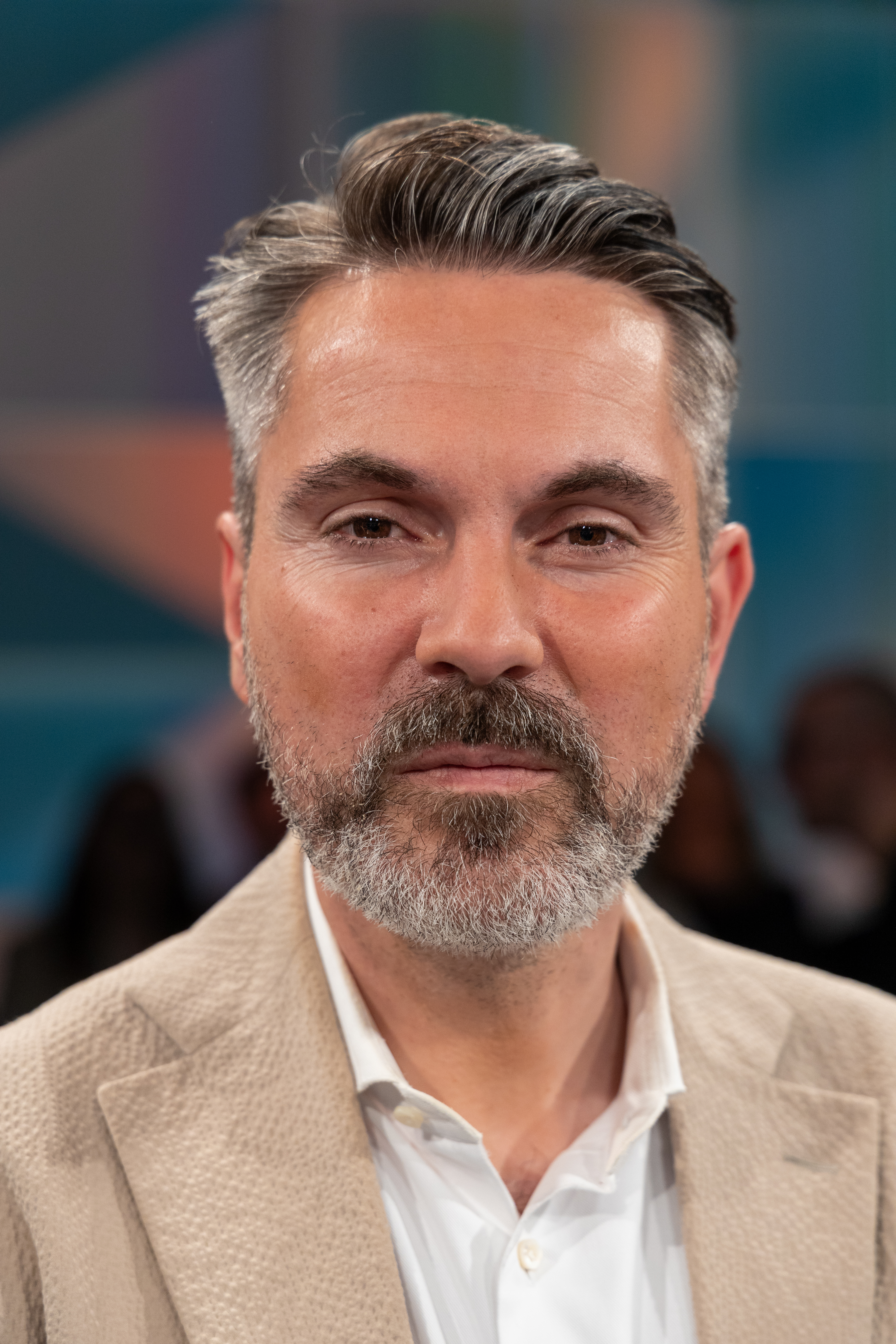
فابيو دي ماسي (2024)

فابيو فاليريانو لانفرانكو دي ماسي (مواليد 7 مارس 1980 في غروس-غيراو) هو سياسي ألماني (يتبع حزب سارة فاجنكنشت BSW، سابقاً كان في حزب اليسار) وعضو في البرلمان الأوروبي منذ يوليو 2024. كان سابقًا عضوًا في البرلمان الأوروبي من 2014 إلى 2017 وعضوًا في البوندستاغ الألماني من 2017 إلى 2021. بين عامي 2017 و2021، شغل منصب نائب رئيس الكتلة البرلمانية لحزب اليسار في البوندستاغ. في انتخابات البرلمان الأوروبي لعام 2024، كان المرشح الأبرز لحزب سارة فاجنكنشت.

## الحياة المهنية و التعليم
فابيو دي ماسي هو ابن نقابي إيطالي ومعلمة لغة ألمانية. كان جده الإيطالي يقاتل كفدائي في منطقة بيمنتة من أجل تحرير إيطاليا من الفاشية. كان والد فابيو لاعب كرة قدم هاوي محترف مع نادي نابولي.
فابيو اجتاز الثانوية التقنية في عام 2001، ثم درس الاقتصاد في جامعة هامبورغ للاقتصاد والسياسة. أنهى دراسته في عام 2005 وحصل على دبلوم. في عام 2009، حصل على درجة الماجستير في العلاقات الدولية من جامعة كيب تاون، وفي عام 2013 حصل على ماجستير في الاقتصاد الدولي من كلية الاقتصاد والقانون في برلين. كان فابيو مستفيدًا من منح مؤسسة روزا لوكسمبورغ وخدمة التبادل الأكاديمي الألمانية.
في عام 2005، كان مساعدًا لمجلس إدارة شركة الاستشارات التجارية "Trade Point Germany e.V."، ومن عام 2005 إلى 2014 كان باحثًا في البوندستاغ الألماني، من بين ذلك عمله مع سارة فاجنكنيشت. بين عامي 2013 و2014، كان محاضرًا في الاقتصاد في كلية الاقتصاد والقانون في برلين.
فابيو كاثوليكي روماني، وهو والد لابن، ويحمل إلى جانب الجنسية الألمانية الجنسية الإيطالية. يعيش في هامبورغ.